# Aeroportul Uíge
Aeroportul Uíge (IATA: UGO, ICAO: FNUG) este un aeroport din Uíge, Provincia Uíge, Angola.
Situat la o altitudine de 829 m, aeroportul dispune de o singură pistă.